# Mali Izvor, Zaječar
Mali Izvor (izvirno srbsko Мали Извор) je naselje v Srbiji, ki upravno spada pod Mesto Zaječar; slednja pa je del Zaječarskega upravnega okraja.

## Demografija
V naselju živi 410 polnoletnih prebivalcev, pri čemer je njihova povprečna starost 55,3 let (52,0 pri moških in 58,0 pri ženskah). Naselje ima 191 gospodinjstev, pri čemer je povprečno število članov na gospodinjstvo 2,38.
|  |

| Demografija | Demografija     | Demografija     |
| Leto        | Št. prebivalcev | Št. prebivalcev |
| ----------- | --------------- | --------------- |
|             |                 |                 |
|             |                 |                 |
|             |                 |                 |
|             |                 |                 |
| 1948        | 1360            |                 |
| 1953        | 1302            |                 |
| 1961        | 1164            |                 |
| 1971        | 948             |                 |
| 1981        | 812             |                 |
| 1991        | 584             | 584             |
| 2002        | 454             | 454             |
|             |                 |                 |

| Etnična sestava po popisu iz leta 2002 | Etnična sestava po popisu iz leta 2002 | Etnična sestava po popisu iz leta 2002 | Etnična sestava po popisu iz leta 2002 | Etnična sestava po popisu iz leta 2002 |
| -------------------------------------- | -------------------------------------- | -------------------------------------- | -------------------------------------- | -------------------------------------- |
| Srbi                                   | Srbi                                   |                                        | 447                                    | 98,45%                                 |
| Hrvati                                 | Hrvati                                 |                                        | 1                                      | 0,22%                                  |
| Makedonci                              | Makedonci                              |                                        | 1                                      | 0,22%                                  |
| Neznano                                | Neznano                                |                                        | 2                                      | 0,44%                                  |